# Stabsakademie der Bundeswehr
Die Stabsakademie der Bundeswehr (StAkBw) bestand von 1966 bis 1974 in Hamburg.
Mit dem Aufstellungsbefehl Nr. 130 wurde die Stabsakademie zum 1. Oktober 1966 aufgestellt. Zuständig war sie für die teilstreitkraftgemeinsame und -spezifische Aus- und Weiterbildung von Offizieren in der dritten Stufe (Heeresoffizierschule, Wehrakademie und Stabsakademie). Für die Berufssoldaten wurden von 1967 bis 1973 jeweils dreimonatige Stabsakademielehrgänge angeboten, die als Voraussetzung für die Beförderung zum Stabsoffizier, d. h. Major, galten.
Der Kommandeur (Oberst Günter Will) wurde durch einen zweigeteilten Lehrstab (wissenschaftlich, militärisch) und drei Lehrgruppen (A, B und C), die wiederum in vier Hörsäle untergliedert waren, unterstützt. Unterstellt war die Akademie truppendienstlich dem Bundesministerium der Verteidigung in Bonn. Im Zuge der grundlegenden Reform der Bundeswehr ging 1974 die Funktion der Stabsakademie teilweise auf die Führungsakademie der Bundeswehr (FüAkBw), ebenfalls in Hamburg, über.
Zu den Dozenten gehörten u. a. Heinz Brill und Klaus-Jürgen Müller.